# IJsselmeer

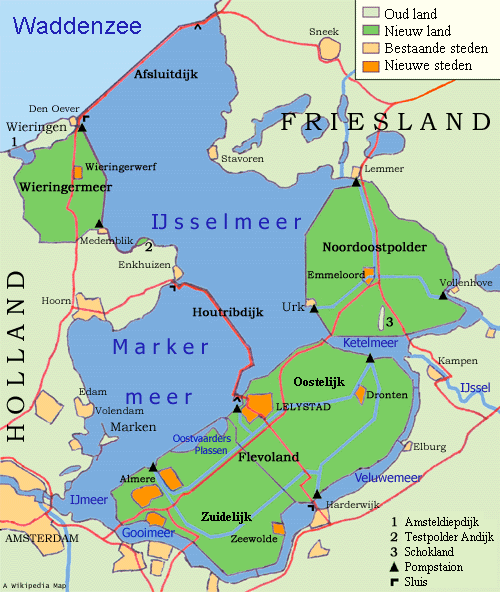
IJsselmeer en Zuiderzeewerken

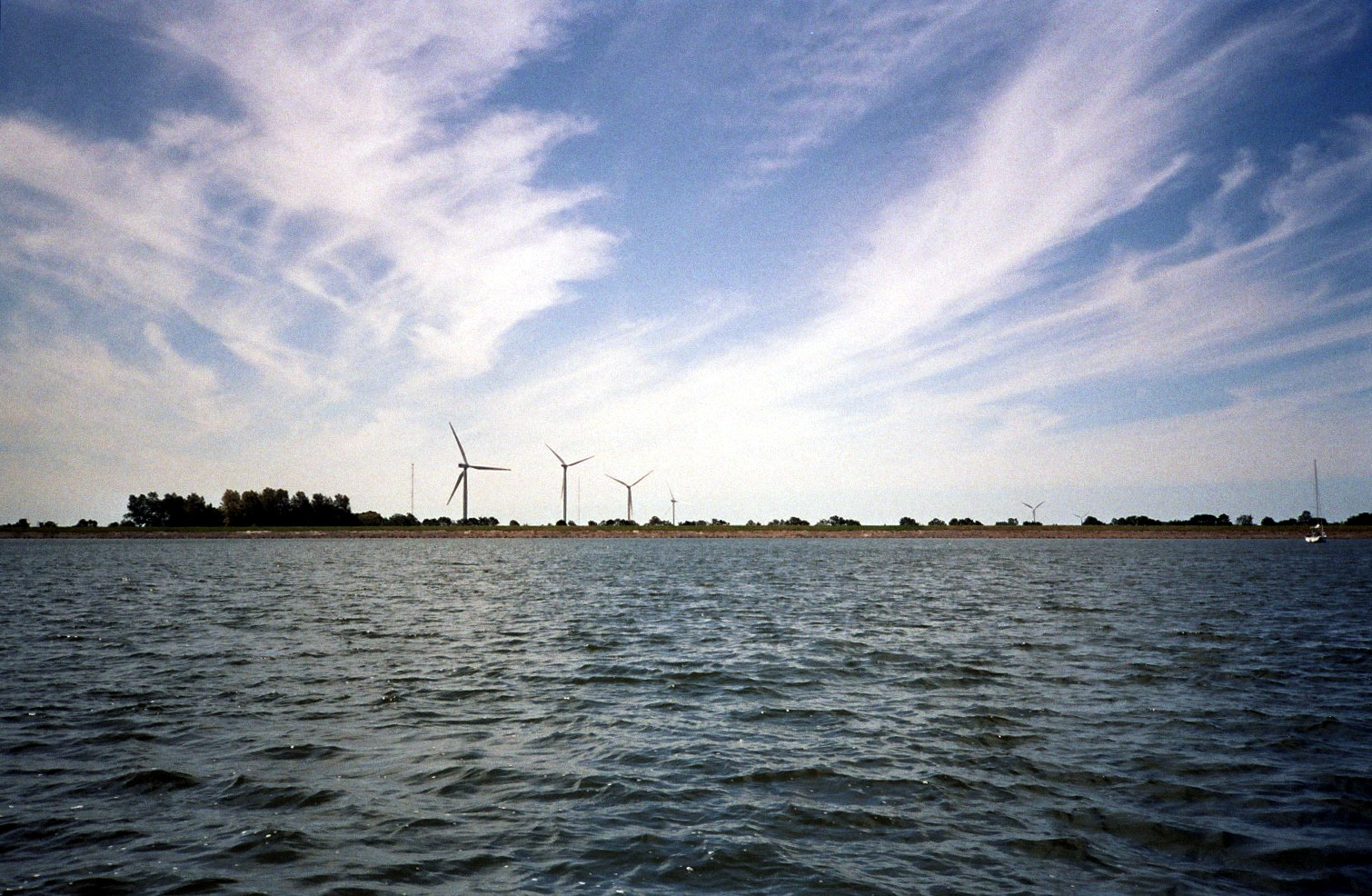
Het IJsselmeer bij Medemblik

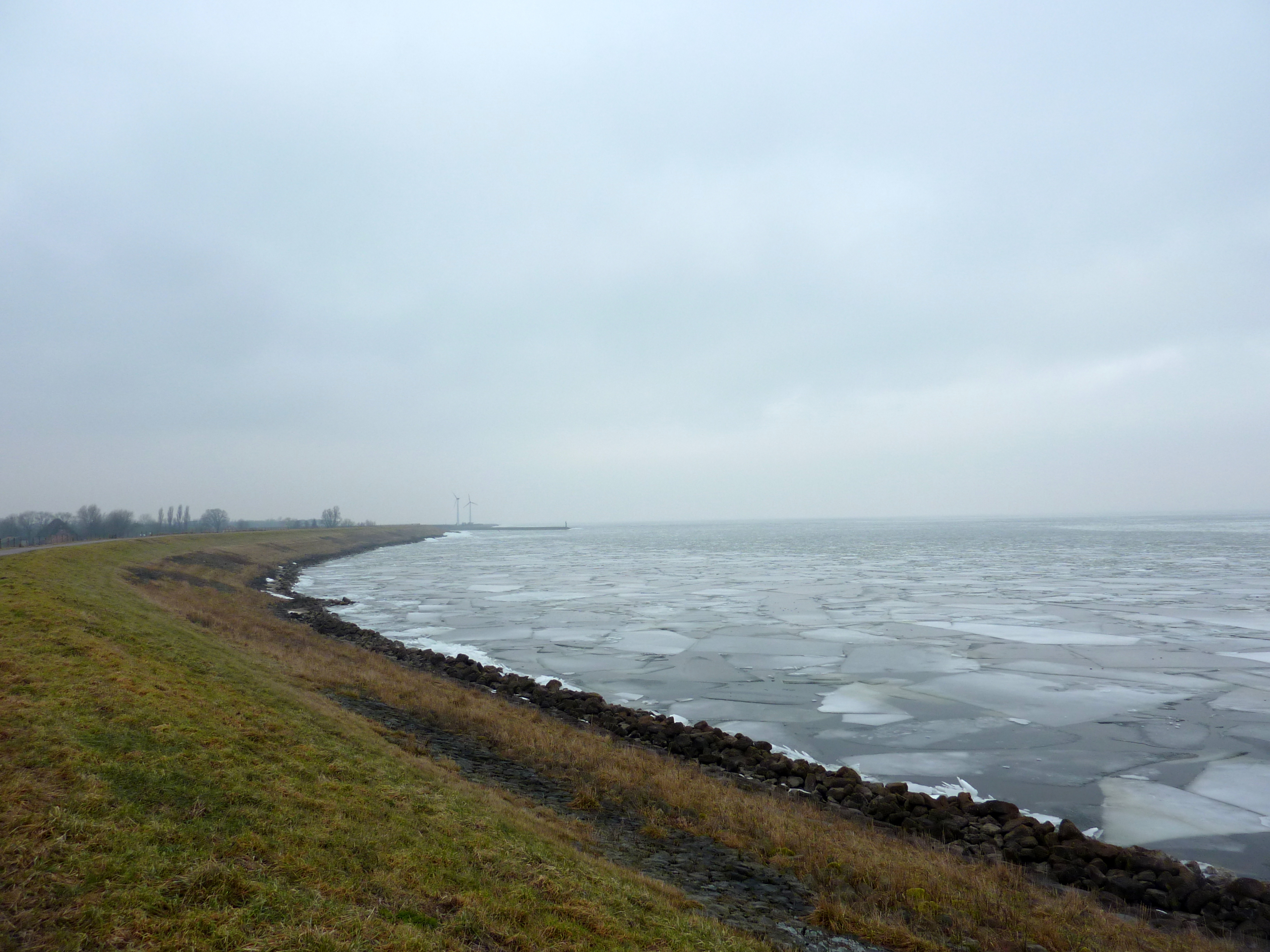
Bevroren IJsselmeer, nabij vuurtoren De Ven

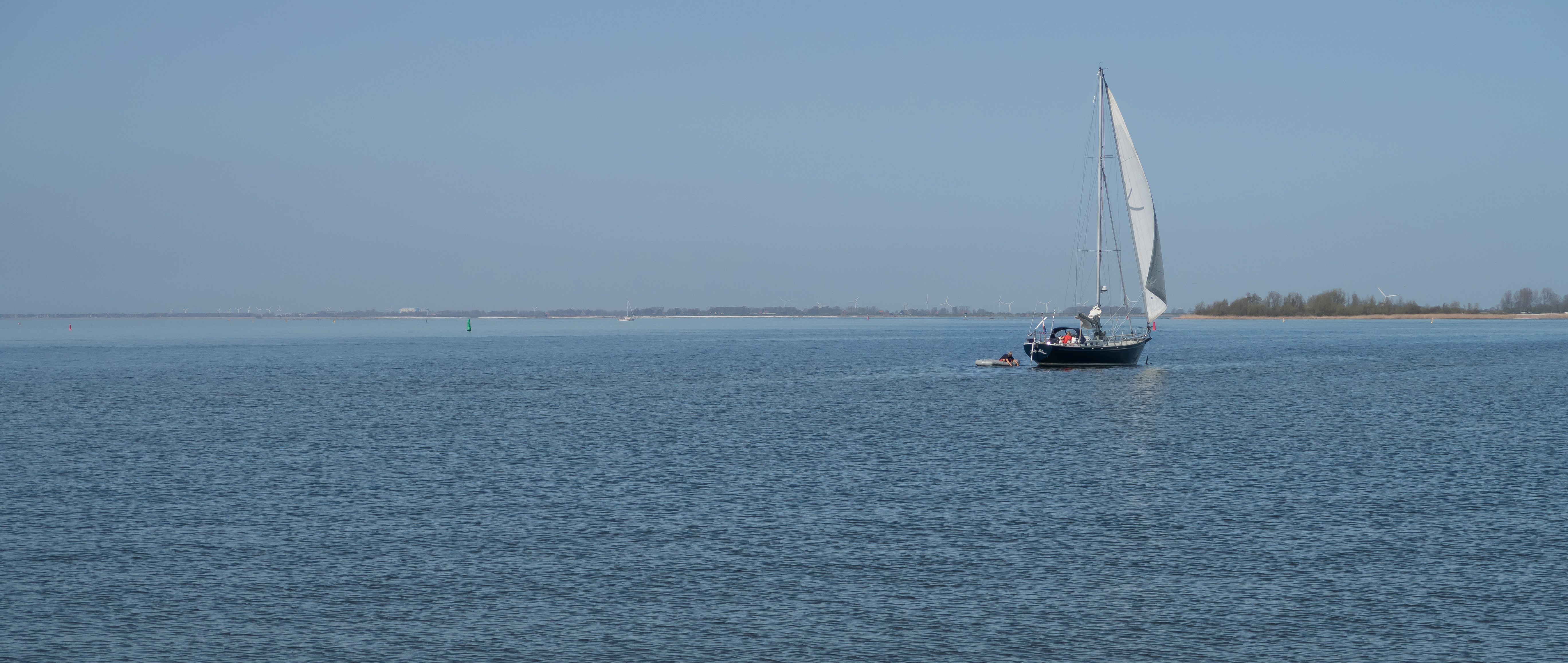
Het IJsselmeer bij Hindeloopen

Het IJsselmeer is onderdeel van het IJsselmeergebied en ontstond door het afsluiten van een deel van de Zuiderzee. De Afsluitdijk werd voltooid op 28 mei 1932 en de officiële naamsverandering van het afgesloten deel van de Zuiderzee vond plaats op 20 september 1932. Het meer werd genoemd naar de rivier de IJssel, die erin uitmondt. Tegelijkertijd kreeg het niet-afgesloten deel de naam Waddenzee. Later werden de Friese en Groninger wadden ook tot de Waddenzee gerekend.
De Zuiderzee is ontstaan in het begin van de dertiende eeuw na Christus, nadat zeewater tijdens overstromingen het Almere binnenstroomde. (Zie voor meer informatie wat dit aangaat: oorsprong Zuiderzee). De Romeinen kenden het Almere onder de naam Flevomeer.

## Geografie
Het IJsselmeer wordt begrensd door de Afsluitdijk, de Friese kust tussen grofweg Makkum en Lemmer, de westelijke dijk van de Noordoostpolder, de Ketelbrug, de noordwestelijke dijk van Oostelijk Flevoland, de Houtribsluizen, de Houtribdijk (tussen Lelystad en Enkhuizen) en de Noord-Hollandse kust van Enkhuizen naar Den Oever aan de Afsluitdijk. Door de aanleg van de Houtribdijk (1976) werd het Markermeer afgesplitst van het IJsselmeer.
Het IJsselmeer heeft een oppervlakte van 1133 km². Het heeft een gemiddelde diepte van 4,4 meter. Het diepste punt bevindt zich voor de kust van Lelystad (9,5 meter beneden NAP). In de tijd van de Zuiderzee zijn er door eb- en vloedstromingen diepe slenken in het noordelijk deel van het IJsselmeer ontstaan. Na de bouw van de Afsluitdijk zijn de getijdebewegingen gestopt en worden de voormalige stroomgeulen ondieper, omdat het fijnere slib er neerslaat.
De bodem van het IJsselmeer bestaat voornamelijk uit zand. In de diepere delen, bij de voormalige stroomgeulen, komt ook zavel en klei voor. Lokaal komt op enkele locaties keileem aan het bodemoppervlak. De IJssel is de voornaamste bron van sediment dat via het Ketelmeer naar het IJsselmeer wordt gevoerd. Er wordt gebaggerd voor zand en de aanleg en onderhoud van vaargeulen. Op sommige plaatsen wordt weer baggerspecie gestort in de gaten die door de zandwinning zijn ontstaan.

## Functies IJsselmeer
- Zoetwaterreservoir
- Scheepvaart
- IJsselmeervisserij
- Waterrecreatie
- Natuurwaarden

## Waterhuishouding
Het IJsselmeer is het grootste meer van Nederland. Nadat de afsluiting van het IJsselmeer door het dichten van de Afsluitdijk in 1932 een feit was, was het aanvankelijk nog een meer met zout water. Omdat er nu alleen nog maar zoet water werd aangevoerd, werd het meer eerst brak en na ongeveer 2 jaar was het in 1934 vrijwel geheel verzoet met grote ecologische gevolgen. Sinds omstreeks eind 1937 wordt gesproken van een volledig zoet IJsselmeer en een nieuw (biologisch) evenwicht werd medio 1939 bereikt.
Het meer wordt voornamelijk gevoed door de IJssel (die zijn water vooral uit de Rijn krijgt) en in wat mindere mate door de Overijsselse Vecht. De rol van het Markermeer hierin is klein: in de winter komt ongeveer 6% van het instromende water uit het Markermeer, in de zomer wordt netto water afgevoerd naar het Markermeer.
Het water wordt naar de Waddenzee geloosd door twee spuicomplexen, de Stevinsluizen bij Den Oever (Noord-Holland) en de Lorentzsluizen bij Kornwerderzand. Dat spuien gebeurt bij eb, dan staat het water in de Waddenzee lager dan in het IJsselmeer.
Een andere functie is om de omliggende gebieden te voorzien van zoet water; zo wordt bij Lemmer water ingelaten, om Friesland en Groningen te voorzien van zoet water. Het water wordt gebruikt voor de landbouw en doorspoeling om verzilting tegen te gaan. Ook wordt water gebruikt voor de drinkwatervoorziening zoals bij Andijk.
In de zomer staat water van het IJsselmeer 20 centimeter hoger. Het zomerpeil wordt op 0,20 m onder NAP gehouden, het winterpeil op 0,40 m onder NAP. In de zomer, wanneer de rivieren weinig water aanvoeren, maar wanneer er tegelijkertijd veel zoet water nodig is voor het doorspoelen van kanalen en het tegengaan van verzilting in de polders in heel Noordwest-Nederland, wordt voor een relatief hoog waterpeil in het IJsselmeer gezorgd. Hiervoor is de IJssel verdiept en zijn drie stuwcomplexen geplaatst in de Nederrijn.
Er zijn vergevorderde plannen om ten zuidwesten van Lemmer, ongeveer halverwege de lijn Enkhuizen-Lemmer, een aanvang te maken met de grootschalige winning van zand (218 hectare binnen een plangebied van 250 ha). Deze zandwinput zou een maximale diepte krijgen van 60 meter, wat een aanzienlijke verdieping zou vormen binnen het relatief ondiepe IJsselmeer. In een periode van 30 jaar zou hier jaarlijks 2 miljoen ton industriezand en 1,1 miljoen ton ophoogzand kunnen worden gewonnen. Tegen deze plannen zijn ook bezwaren ingebracht. Het beleid inzake het winnen van grondstoffen in Nederland is vastgelegd in de Ontgrondingenwet.

### Toekomstperspectief
De verwachting is dat als gevolg van de klimaatsveranderingen de hoeveelheid water die naar de Waddenzee geloosd zal moeten worden, zal moeten verdubbelen. Hierbij wordt ervan uitgegaan dat het water in de Waddenzee 30 cm hoger wordt tegenover het IJsselmeer. Door de verwachte stijging van de zeespiegel kan de natuurlijke afwatering door de spuisluizen in de Afsluitdijk in gevaar komen. In de Afsluitdijk komen hiervoor extra pompen die uiterlijk in 2022 zullen worden geplaatst. De pompen krijgen een capaciteit van 400 m³ water per seconde. Verder wordt de spuicapaciteit aangepakt en maatregelen genomen om de ecologische samenhang van het IJsselmeer en de Waddenzee te verbeteren.
Door de aanleg van een vispassage en een vismigratierivier in de Afsluitdijk hoopt men het (zoutwater-)trekvissen vanuit het Waddengebied weer mogelijk te maken om het IJsselmeer in te zwemmen en hun paai- en leefgebieden te bereiken. Nadat haalbaarheidsstudies in 2012 waren afgerond – en een positief beeld voor de toekomst schiepen –, werd besloten tot de daadwerkelijke aanleg ervan. De (eerste) variant "vispassage" bij Den Oever in 2015 gereed, en werd de Vismigratierivier bij Kornwerderzand aangelegd. Om te voorkomen dat er te veel zout water in het IJsselmeer komt, is de vismigratierivier niet meer dan 53% van de tijd open. Ook is men bewuster "visvriendelijk(er) sluisbeheer" gaan toepassen, waardoor de spuisluizen circa 5% van de tijd doorgankelijk zijn voor de trekvissen naar de Waddenzee. Al met al zouden daardoor spiering, bot en paling weer terugkeren in het IJsselmeer.

## Scheepvaart
Het IJsselmeer, met inbegrip van het Markermeer en het IJmeer, echter met uitzondering van de Gouwzee, bestaat uit binnenwateren (aangeduid als "Zone 2") volgens Bijlage I van Europese richtlijn 2006/87/EG.
Het IJsselmeer heeft in principe vier toegangen voor de scheepvaart: via de Houtribsluizen naar het Markermeer, via de Prinses Margrietsluis naar Noord-Nederland en Duitsland (Hoofdvaarweg Lemmer-Delfzijl), via de IJssel en Kampen en via de Lorentzsluizen in de Afsluitdijk. De routes via Enkhuizen en Den Oever zijn van een lagere classificatie dan deze vier toegangswegen en daarmee niet geschikt voor grote binnenvaartschepen. De sluizen en bruggen bij de toegangen naar het IJsselmeer hebben verschillende afmetingen:
- De Houtribsluizen hebben afmetingen van 240 m lang × 18 m breed en een drempeldiepte van 4,5 m. Over de sluizen liggen beweegbare bruggen. Dit is de hoofdroute naar en van het IJsselmeer waar een vaardiepte van 3,50 m is toegestaan. Het maatgevend knelpunt op deze route is de Schellingwouderbrug te Amsterdam. Deze beweegbare brug is 18 m breed.
- De Prinses Margrietsluis heeft een afmeting van 260 × 16 m en een drempeldiepte van 4 m. Over de sluis ligt een beweegbare brug. Een vaardiepte van 3,5 m is toegestaan.
- In de IJsselmond ligt de Ketelbrug. De doorvaartopening is 18 m breed en daarmee is de situatie vergelijkbaar met de Schellingwouderbrug. Voorbij Kampen is de IJssel bevaarbaar voor schepen van 110 × 12 × circa 3 m.
- De grote Lorentzsluis in Kornwerderzand heeft een afmeting van 137 × 14 en een drempeldiepte van 3,5 m. Een vaardiepte van 3,20 m is toegestaan. Het is mogelijk gebruik te maken van deze sluis met binnenvaartschepen in de klasse Va.

## Windenergie
Het IJsselmeer wordt ook gebruikt voor de opwekking van energie met windmolens. De eerste molens verschenen langs de kust van Flevoland en bij Urk is windpark Westermeerwind aangelegd. De 48 turbines staan hier zo'n 700 meter uit de kust ten westen van de Noordoostpolder. Het totaal opgesteld vermogen is 144 megawatt (MW). In 2019 is begonnen met de aanleg van Windpark Fryslân in het Friese deel van het meer en de bouw is afgerond in 2021. Het ligt ten zuiden van de Afsluitdijk op een afstand van ongeveer 6,5 km van de Friese kust. Vanaf de Afsluitdijk is de kortste afstand tot de windturbines ongeveer 600 meter en maximaal zo’n 7,7 km. In het park staan 89 windturbines met een totaal vermogen van 383 MW.

## Eilanden in het IJsselmeer
IJsseloog is een kunstmatig eiland in het Ketelmeer, dat werd aangelegd vanwege milieutechnische redenen.
In 1997 werd begonnen met het aanleggen van het eiland Ramsplaat in de IJsselmonding van het Ketelmeer. Ten noorden van Andijk heeft men het eiland De Kreupel aangelegd, met als doel om de voedselbronnen voor de vogels beter bereikbaar te maken. In de luwte van het circa 70 hectare grote natuurproject is een aanlegsteiger met zo'n 20 aanlegplaatsen.
Voor de bouw van het windpark Fryslân wordt een werkeiland aangelegd bij Kornwerderzand. Het eiland wordt opgespoten met zand uit het IJsselmeer. Na de afronding van de bouw wordt het eiland ontruimd en doorontwikkeld tot een natuurgebied. Het wordt twee hectare groot en onder water komt een natuurgebied voor vissen en waterplanten van in totaal 25 hectare.

## Steden en dorpen aan het IJsselmeer
met de klok mee, vanaf de Afsluitdijk
- Kornwerderzand
- Cornwerd
- Makkum
- Piaam
- Gaast
- Workum
- Hindeloopen
- Molkwerum
- Stavoren
- Laaxum
- Mirns
- Lemmer
- Urk
- Lelystad
- Enkhuizen
- Andijk
- Wervershoof
- Onderdijk
- Medemblik
- Den Oever

## Ander meer met dezelfde naam
Ten noordoosten van Rotterdam heeft vroeger een gelijknamig meer gelegen, dat naar de Hollandse IJssel was genoemd.